# Communauté de communes du val du Gy
La communauté de communes du val du Gy est une ancienne communauté de communes française, située dans le département du Pas-de-Calais et la région Nord-Pas-de-Calais, arrondissement d'Arras. Elle a fusionné au 1er janvier 2013 avec la communauté de communes des vertes vallées (qui groupait 21 communes) pour former la communauté de communes la porte des vallées.

## Composition
Elle était composée des communes suivantes :
1. Agnez-lès-Duisans
2. Duisans
3. Gouves
4. Habarcq
5. Haute-Avesnes
6. Hauteville
7. Lattre-Saint-Quentin
8. Montenescourt
9. Noyellette
10. Wanquetin

## Historique
Située à l’ouest de l’arrondissement d’Arras, la Communauté de communes du val du Gy (CCVG) a été créée par arrêté préfectoral du 28 décembre 1993. Regroupant initialement huit communes, elle s’est élargie aux communes de Duisans et Haute-Avesnes par arrêté préfectoral du 18 décembre 1995. La communauté de communes rassemblait 4 603 habitants au recensement INSEE de 1999 et 4 865 habitants selon la population légale millésimée 2006, soit une augmentation de 5,7 %. Le dernier recensement de 1999 comptabilisait 1 704 logements occupés et vacants.

## Présidents
| Période  | Période  | Identité      | Étiquette | Qualité                          |
| -------- | -------- | ------------- | --------- | -------------------------------- |
| 1985     | mai 2008 | Jacques Facon |           |                                  |
| mai 2008 | 2012     | Michel Seroux | UMP       | Maire de Haute-Avesnes (1995 → ) |